# فرانسوا سيمون
فرانسوا سيمون (بالفرنسية: François Simon)‏ ولد بتاريخ 28 أكتوبر 1968 في تروا، هو دراج فرنسي سابق في صنف سباق الدراجات على الطريق.

## سجل النتائج

### سباقات أو مراحل فاز بها
- طواف إيطاليا

## وصلات خارجية
- الموقع الرسمي

## روابط خارجية
- فرانسوا سيمون على موقع أرشيف الدراجات (الإنجليزية)
- فرانسوا سيمون على موقع إحصائيات الدراجات الإحترافية (الإنجليزية)
- فرانسوا سيمون على موقع CycleBase (الإنجليزية)